# F1摩托艇世界锦标赛

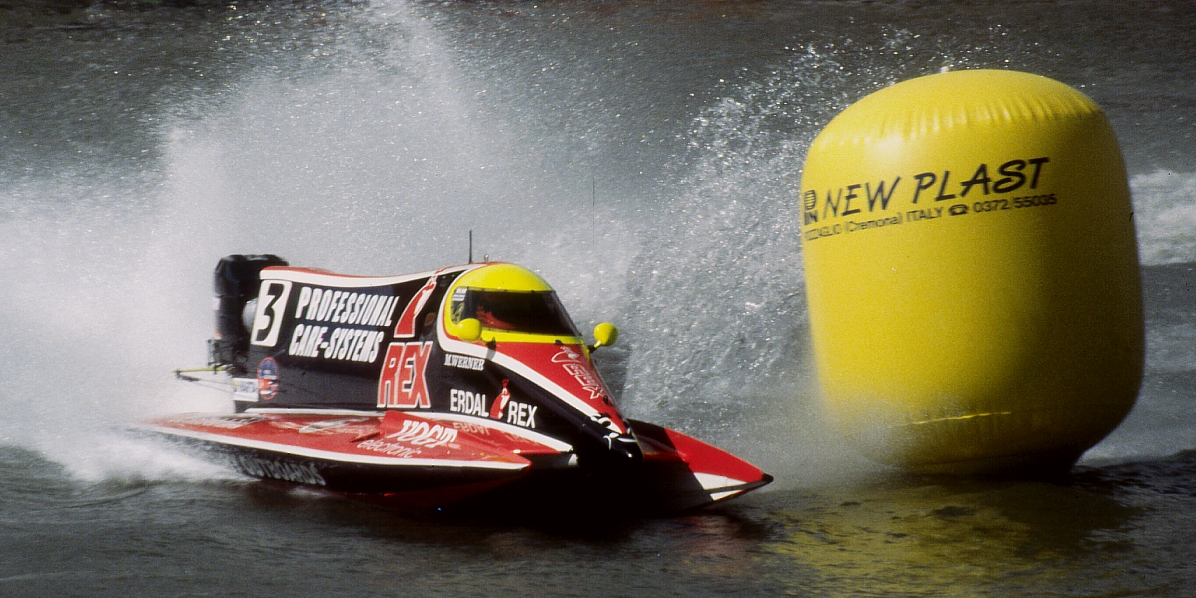

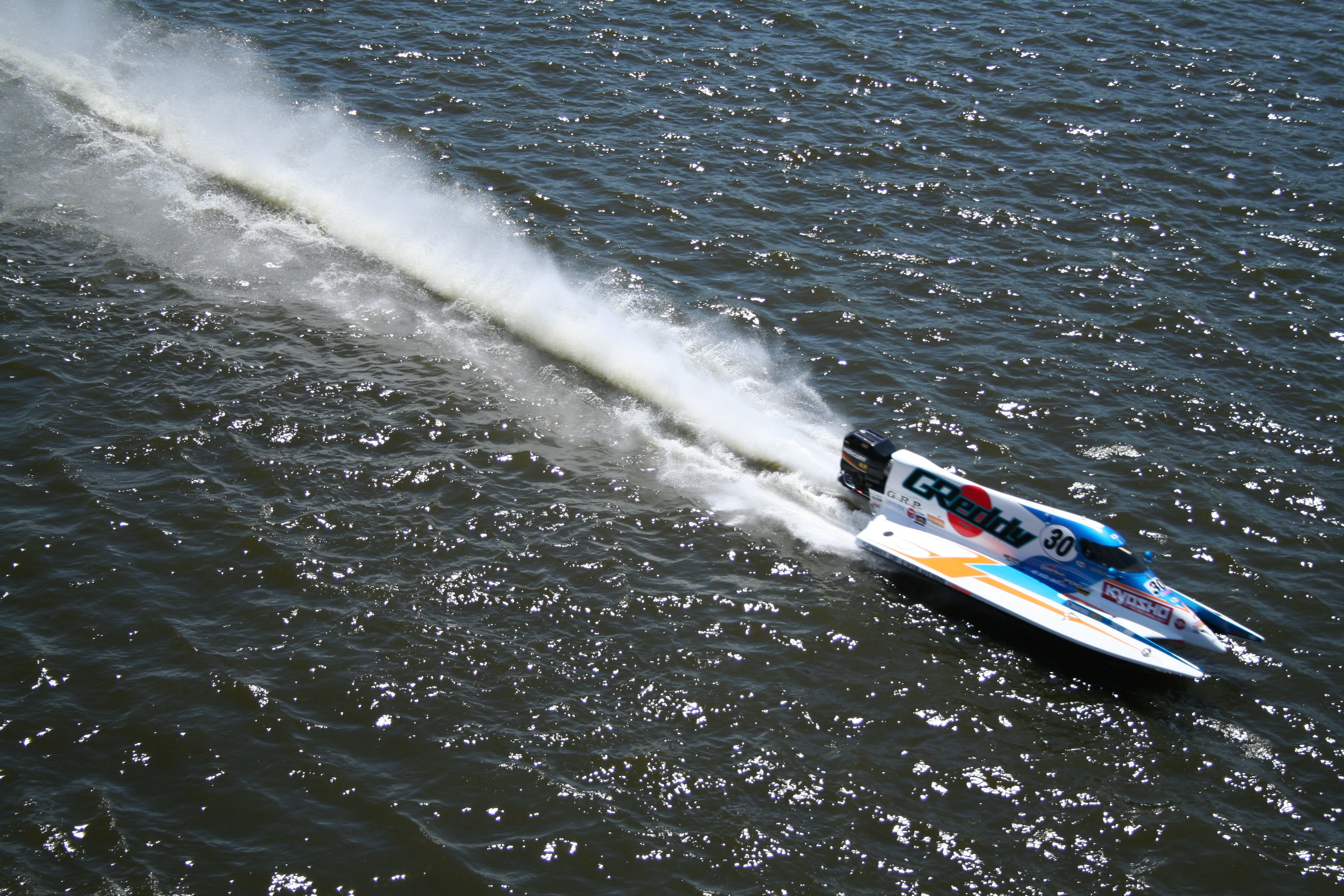

F1摩托艇世界锦标赛是一项国际性的摩托艇赛事，由國際摩托艇聯會負責举办。由於該賽事得到了H2O Racing的赞助，因此該賽事又被称为F1H2O 。它是世界上级别最高的近海摩托艇赛事。每场比赛持续大约45分钟，每艘参赛的摩托艇要沿着特定的水域赛道行駛。該賽事的排位赛决定正式比賽的出發顺序。
1981年，國際摩托艇聯會決定组织F1摩托艇世界锦标赛，賽事所用到的F1摩托艇，時速最高可達280公里/小时。

## 外部連結
- F1 Powerboat Racing – official website （页面存档备份，存于）
- ChampBoat Series （页面存档备份，存于）
- World Powerboating Champions